# NEE-02 Krysaor

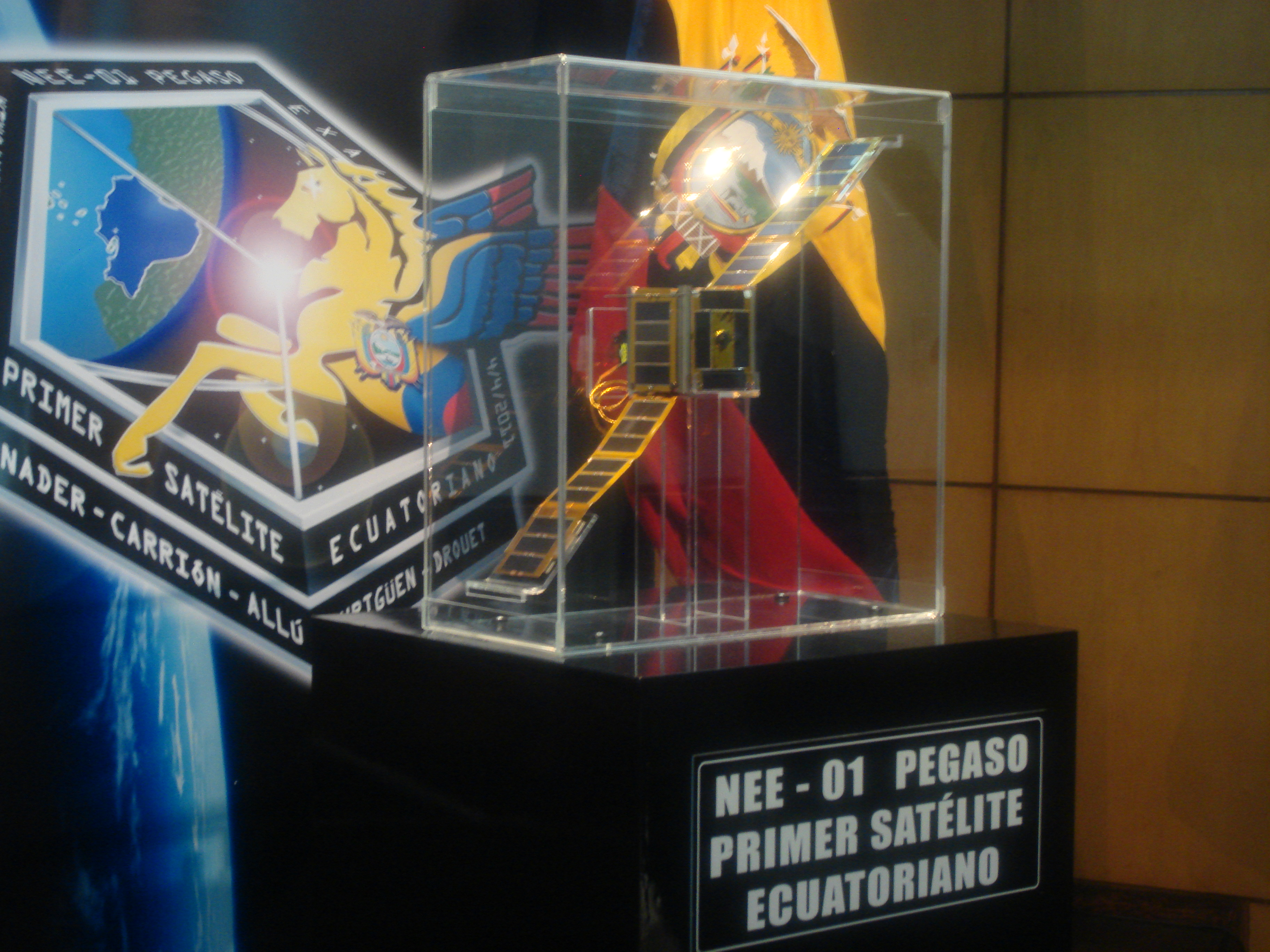
O satélite NEE-01 Pegaso,
muito semelhante ao NEE-02 Krysaor.

NEE-02 Krysaor é a designação do segundo satélite artificial do Equador. Construído pela Agência Espacial Civil Equatoriana (EXA), ele foi lançado por um foguete russo Dnepr a partir da base aérea de Dombarovsky em 21 de Novembro de 2013.
Pode-se dizer que o NEE-02 Krysaor é um "irmão gêmeo" do NEE-01 Pegaso com algumas melhorias: painéis solares mais longos e com desdobramento ativo, sistema de transmissão digital de alta velocidade e uma câmera de alta definição. Ele transmitiu seu primeiro vídeo e também recuperou o sinal de áudio do NEE-01 Pegaso em 25 de Janeiro de 2014.